# ジョシュ・シムズ
ジョシュア・サムエル・"ジョシュ"・シムズ（Joshua Samuel "Josh" Sims, 1997年3月28日 - ）は、イングランド・サマセット州ヨーヴィル出身のサッカー選手。ロス・カウンティFC所属。ポジションはMF（ウィング）。

## クラブ歴
2011年にサウサンプトンFCのアカデミーに加入。2016年11月27日のエヴァートンFCでプレミアリーグデビュー、初アシストや95%のパス成功率でクラブの1-0の勝利に大きく貢献した。12月8日にUEFAヨーロッパリーグ 2016-17で出場し、UEFAヨーロッパリーグ初出場。
2019年8月7日、MLSのニューヨーク・レッドブルズへ同年末まで期限付き移籍することが発表された。10月20日のMLSカッププレーオフ、フィラデルフィア・ユニオン戦で加入後初ゴールを挙げた。翌年1月21日、再び同クラブへレンタルとなる。2020年シーズンは2試合の出場に止まり延長オプションは行使されず、6月に契約を満了しレッドブル・アリーナを後にする。
2020年10月16日、リーグ1のドンカスター・ローヴァーズFCへ年末までのローンとなる。
2022年2月14日、スコティッシュ・プレミアシップのロス・カウンティFCに移籍。

## 代表歴
U-17イングランド代表としてUEFA U-17欧州選手権2014に出場した。
2019年には、U-20代表としてトゥーロン国際大会に参加した。